# Salvador Cabezas
Salvador Flamenco Cabezas (San Salvador, 1947. február 28. – ) salvadori válogatott labdarúgó.

## Pályafutása

### Klubcsapatban
Pályafutása során számos salvadori csapatban megfordult, melyek a következők voltak: Atlético Marte, Adler San Nicolas, CD FAS.

### A válogatottban
1968 és 1971 között szerepelt a salvadori válogatottban. Részt vett az 1968. évi nyári olimpiai játékokon és az 1970-es világbajnokságon, ahol mindhárom csoportmérkőzésen pályára lépett.

## Sikerei, díjai
Atlético Marte
- Salvadori bajnok (1): 1968–69